# Mylla Christie
Mylla Christie Vitta Sartori (São Paulo, 10 de junho de 1971) é uma atriz e apresentadora brasileira.

## Início da vida
Mylla é formada em balé clássico, moderno e sapateado. Aos 10 anos, foi campeã estadual  paulista de ginástica olímpica pelo Clube Pinheiros. Estreou na televisão em 1979 no Roberto Carlos Especial interpretou o Garoto, enquanto o cantor fazia o papel de Charlie Chaplin (Carlitos).

## Carreira

### Modelo
Como modelo fez fotos para a revista Capricho, além de ser capa da Boa Forma, Manequim e Criativa, entre outras, realizou inúmeras campanhas publicitárias, tais como Philco Hitachi, Pepsi,  Colgate, C&A, Goodyear, Molico, Carefree, Ryder e Sabonete Lux. Aos 15 anos, trabalhou e residiu no Japão.

### Apresentadora
Retornou ao Brasil e tornou-se apresentadora de televisão do programa Zaap, da Rede Record, e entre junho de 1993 e março de 1994 do Clube da Criança, da extinta Rede Manchete, e como cantora gravou um disco.
Foi indicada para participar da Casa dos Artistas, no SBT, mas recusou o convite, preferiu comandar o programa Mylla in Forma, na Rede Mulher.

### Atriz
Como atriz, fez aulas na oficina de interpretação da atriz Míriam Muniz, estreou em Meu Bem, Meu Mal, interpretando a Jéssica, uma garota rebelde, temperamental, mimada e carente, filha de Ricardo Miranda (José Mayer), atuou em várias novelas, ganhou projeção nacional em 1995, quando interpretou Silene, a filha da protagonista vivida por Cláudia Raia na minissérie Engraçadinha... Seus Amores e Seus Pecados, atuou também em episódios do Você Decide, A Comédia da Vida Privada e no Renato Aragão Especial.
Depois de Quem É Você?, trocou de emissora e foi para Rede Record, atuou na novela Tiro e Queda. Teve destaque também em 2004, ao retornar à Globo, com cabelos curtos e loira, vivendo a polêmica Eleonora, uma médica ortopedista homossexual, em Senhora do Destino. Contratada pela Record em 2007, fez Amor e Intrigas.
No cinema, debutou com Era uma vez..., filme infanto-juvenil do diretor Arturo Uranga, atuou com a direção de Walter Hugo Khoury, fez longas-metragens ainda com os diretores Emiliano Ribeiro e Del Rangel. Foi protagonista de um curta-metragem de André Ristum.
No teatro, em 2005, encenou Veneza, peça com texto do dramaturgo argentino Jorge Acame dirigida por Miguel Falabella, e, em 2006, esteve em cartaz em com a peça Acorda Brasil, de Antonio Ermírio de Moraes, com direção de José Possi Neto.
Participou, em 2009, das filmagens do longa-metragem As Doze Estrelas, do diretor Luis Alberto Pereira, no qual interpreta uma das protagonistas. O filme foi lançado em 2011.
Em 2013, após 5 anos longe da televisão, Mylla retorna na minissérie bíblica José do Egito, interpretando a personagem bíblica Raquel. Em 2017, depois de anos longe da TV, retorna às novelas em Carinha de Anjo, no SBT. 
No mesmo ano e ainda no SBT, assinou contrato para integrar o elenco de As Aventuras de Poliana.

## Vida pessoal
Uma característica marcante da atriz são suas sardas. Formada em Jornalismo. Praticou musculação, que a deixou com um corpo extremamente forte, segundo a atriz, houve um exagero por parte da mídia, atualmente faz aulas de ioga e reeducação postural global (RPG).
Mylla se casou no dia 8 de dezembro de 2007 com o empresário Paulo Luis Sartori, conhecido como Tutu Sartori, namoraram por apenas sete meses, mas já se conheciam da infância e haviam estudado juntos no Ensino Médio, em 2008 o casal abriu um spa no Rio de Janeiro, em 2009 se mudaram para uma nova residência em São Paulo. No dia 19 de julho de 2011, nasceu Arthur, o primeiro filho do casal.

## Filmografia

### Televisão
| Ano     | Título                                     | Personagem / Cargo          | Notas                           |
| ------- | ------------------------------------------ | --------------------------- | ------------------------------- |
| 1989    | Zaap                                       | Apresentadora               |                                 |
| 1990    | Meu Bem, Meu Mal                           | Jéssica Miranda             |                                 |
| 1992    | Deus Nos Acuda                             | Ully Silveira Bueno Bismark |                                 |
| 1993–94 | Clube da Criança                           | Apresentadora               |                                 |
| 1994    | A Viagem                                   | Carlota                     |                                 |
| 1995    | Engraçadinha... Seus Amores e Seus Pecados | Silene                      |                                 |
| 1995    | A Comédia da Vida Privada                  | Luly                        | Episódio: "A Casa dos Quarenta" |
| 1995    | Você Decide                                | Cláudia                     | Episódio: "Remédio Duvidoso"    |
| 1995    | Malhação                                   | Branca Alva                 | Episódios: "20–30 de novembro"  |
| 1996    | Quem É Você?                               | Ivana Cintra                |                                 |
| 1996    | Você Decide                                | Ana                         | Episódio: "Bala Perdida"        |
| 1997    | A Justiceira                               | Rosário                     | Episódio: "Filha Única"         |
| 1997    | Conto de Natal                             | Dani                        | Especial de fim de ano          |
| 1999    | Você Decide                                | Laura                       | Episódio: "O Lobisomem"         |
| 1999    | Tiro e Queda                               | Daniela Amarante de Castro  |                                 |
| 2000    | Mylla em Forma                             | Apresentadora               |                                 |
| 2003    | Kubanacan                                  | Cassandra                   | Episódios: "11–14 de julho"     |
| 2004    | Senhora do Destino                         | Eleonora Ferreira da Silva  |                                 |
| 2007    | Amor e Intrigas                            | Rafaela Noronha             |                                 |
| 2013    | José do Egito                              | Raquel                      |                                 |
| 2017    | Carinha de Anjo                            | Drª. Alessandra             | Episódios: "1–29 de agosto"     |
| 2018–20 | As Aventuras de Poliana                    | Verônica Pessoa             |                                 |

### Cinema
| Ano  | Título                       | Personagem    | Notas          |
| ---- | ---------------------------- | ------------- | -------------- |
| 1993 | Era uma vez...               |               |                |
| 1998 | Pobres Por um Dia            | Lurdes        | Curta-metragem |
| 1998 | Paixão Perdida               | Anna (a babá) |                |
| 2001 | Condenado à Liberdade        | Ângela        |                |
| 2001 | Os Cristais Debaixo do Trono | Yasmin        |                |
| 2006 | O Caso Morel                 |               |                |
| 2011 | As Doze Estrelas             | Sandra Bis    |                |

### Teatro
- Equus
- 1994 - Um Passeio no Cometa .... estrelinha Alfa
- 2005 - Veneza .... Madalena
- 2006 - Acorda Brasil

## Discografia
Álbuns
- 1993: CD Menudo - Vem Pra Mim (convidada especial)
- 1994: CD Fazendo a Festa

### Singles
- Eu Só Queria (Hoy Solo Quiero) .... participação
- Meu Primeiro Amor (You're Gonna Lose That Girl)